# NGC 6200
NGC 6200 (другие обозначения — OCL 978, ESO 277-SC8) — рассеянное скопление в созвездии Жертвенник.
Этот объект входит в число перечисленных в оригинальной редакции «Нового общего каталога».